# Reichsversammlung 782
Die fränkische Reichsversammlung im Jahr 782 fand bei den Lippequellen statt. Als genauer Ort kommt Bad Lippspringe oder das nicht weit entfernte Paderborn mit seiner Pfalz in Frage. Auf der Versammlung wurde in Sachsen die fränkische Grafschaftsverfassung eingeführt. Möglicherweise wurden dort auch die Capitulatio de partibus Saxoniae verkündet. 

## Vorgeschichte
Auf der Reichsversammlung 777 in Paderborn wurde das scheinbar befriedete Sachsen in Missionsgebiete eingeteilt und es wurde dort möglicherweise auch der Feldzug Karls des Großen nach Spanien beschlossen. Während seiner Abwesenheit zeigte sich, dass die Sachsen keineswegs unterworfen waren, vielmehr kam es 778 unter der Führung von Widukind zu einem Aufstand gegen die fränkische Herrschaft. Karl der Große führte nach seiner Rückkehr aus Spanien 779 einen Feldzug bis zur Weser und 780 einen weiteren bis zur Elbe.  
Das Land schien erneut unterworfen zu sein. Bei den Lippequellen fand 780 im Rahmen einer Reichsversammlung eine Synode statt, die Gebetsvorschriften zur Bekämpfung einer Hungersnot erließ.  Auf der Reichsversammlung selbst wurden die Missionsgebiete neu abgegrenzt. 

## Verlauf
Im Jahr 782 fand erneut eine Reichsversammlung an den Lippequellen statt. Zu dieser erschienen angeblich alle Sachsen außer Widukind. Diesmal ging es um die weltliche Einordnung des eroberten Gebietes in das fränkische Herrschaftssystem. In Sachsen wurde, wie es die ältere Forschung formulierte, die Grafschaftsverfassung eingeführt. Das Gebiet wurde in Grafschaften eingeteilt. Die Grafen entstammten nach den Lorscher Annalen zumeist dem sächsischen Adel. 
Vielfach wird angenommen, auch die Capitulatio de partibus Saxoniae seien auf der Versammlung beschlossen worden. In diesen sollte unter anderem mit Hilfe teils drakonischer Strafen dem Christentum zum Durchbruch verholfen und das Heidentum zurückgedrängt werden. Mit diesen Maßnahmen versuchte Karl der Große das bisherige politisch-rechtliche Gefüge der Sachsen systematisch zu zerstören.
Auf der Reichsversammlung war auch eine Delegation des Dänenkönigs Sigifrid anwesend. Dies ist bemerkenswert, weil Widukind in Dänemark Schutz gefunden hatte. Es liegt nahe, dass es bei den Verhandlungen um die Auslieferung Widukinds gegangen ist. Unklar ist, ob der Dänenkönig darauf eingegangen ist und deshalb Widukind im selben Jahr nach Sachsen zurückkehrte. Auch eine Delegation der Awaren war anwesend, um über Frieden zu verhandeln.

## Folgen
Kurze Zeit später zeigte die Schlacht am Süntel, dass die Sachsen noch immer nicht besiegt waren und noch im selben Jahr kam es zum Blutgericht von Verden. Der Krieg verschärfte sich noch und war erst 785 beendet.